# Vispop
Vispop é um gênero musical que mistura canções pop e tradicionais, podendo ser canções recém-escritas ou covers de canções antigas. É originário e se tornou popular nos países escandinavos em meados da década de 1960. O termo é derivado da palavra visa, que denota a música folclórica tradicional e popular da Suécia. Na Noruega, o termo aplicado a este gênero musical acompanhado é visesang. Durante a década de 1970, este foi um dos gêneros musicais mais populares na Escandinávia.
Na atualidade, artistas vispop famosos na Suécia incluem Melissa Horn, Mikael Ramel, Sara Varga e Håkan Hellström. Artistas com um estilo semelhante noutros países nórdicos são Finn Kalvik e os finlandeses Blust.

## Características
Vispop é normalmente interpretado por um cantautor a tocar violão, e as letras geralmente expressam comentários sociais. Também podem ser interpretados por grupos musicais, como o grupo norueguês Ballade!.
O gênero pode ser comparado ao folk rock americano ou ao bluegrass.

## Artistas

### Finlândia
- Blust

### Noruega
- Ane Brun
- Alf Cranner
- Jan Eggum
- Finn Kalvik
- Åse Kleveland
- Kristian Kristensen
- Moddi
- Lillebjørn Nilsen
- Siri Nilsen
- Øystein Sunde
- Halvdan Sivertsen
- Frida Ånnevik

### Suécia
- Lisa Ekdahl
- Ted Gärdestad
- Jakob Hellman
- Uno Svenningsson
- Cornelis Vreeswijk